# NGC 1451
NGC 1451 je galaksija u zviježđu Eridan.

## Vanjske poveznice
- SEDS: NGC 1451